# القتال الأخير
القتال الأخير (بالإنجليزية: Final Fight)‏ (باليابانية: ファイナルファイト) هي لعبة فيديو من نوع أكشن، مغامرات، صدرت في عام 1989، وهي متوفرة على أجهزة ألعاب آركيد وأميغا وأمستراد س ب س وكومودور 64 وبلاي ستيشن 2 وميجا سي دي وزد اكس سبكتروم وسوبر نينتندو إنترتينمنت سيستم. اللعبة من تطوير كابكوم ومن نشر كابكوم ويوبي سوفت.